# Distretto di Shari
Il distretto di Shari (斜里郡?) è uno dei distretti della Sottoprefettura di Okhotsk, Hokkaidō, in Giappone.
Attualmente comprende i comuni di Kiyosato, Koshimizu e Shari.